# Kerron Clement
Kerron Clement, né le 31 octobre 1985 à Port-d'Espagne (Trinité-et-Tobago), est un athlète américain pratiquant le 400 mètres et le 400 mètres haies. Champion olympique en 2016 à Rio, il détient depuis 2005 le record du monde du 400 mètres en salle avec le temps de 44 s 57.

## Biographie
Natif de Trinité-et-Tobago, Kerron Clement obtient la nationalité américaine en juin 2004. Un mois plus tard, il décroche son premier titre majeur international en remportant la médaille d'or du 400 m haies des Championnats du monde junior de Grosseto, en Italie. Il s'adjuge en fin de compétition un titre supplémentaire dans l'épreuve du relais 4 × 400 m en établissant un nouveau record du monde junior en 3 min 01 s 09. Cette même année, il remporte les Championnats de la NCAA en plein air.

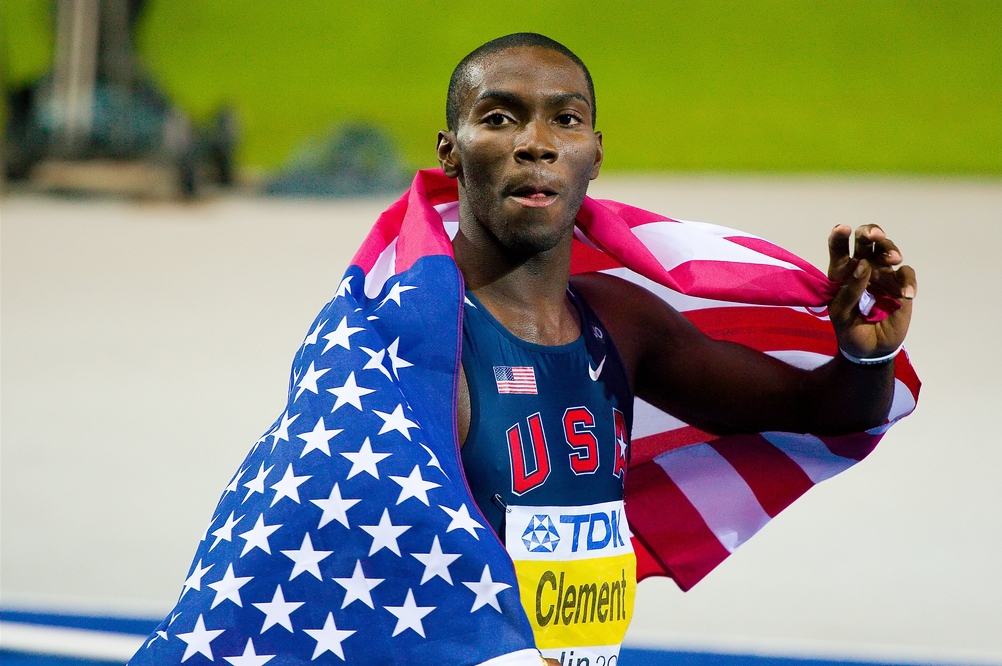
Kerron Clement aux Championnats du monde de Berlin en 2009

Le 12 mars 2005, l'Américain établit en 44 s 57 le nouveau record du monde du 400 m en salle à l'occasion des Championnats NCAA « indoor » de Fayetteville (Arkansas), améliorant de six centièmes de seconde le précédent record de son compatriote Michael Johnson. Il s'adjuge également le titre du relais 4 × 400 m avec ses coéquipiers de l'Université de Floride. Aligné sur 400 m haies lors des Championnats des États-Unis 2005 de Carson (Californie), il réalise la meilleure performance mondiale de l'année en 47 s 24, assurant sa qualification pour les Championnats du monde. À Helsinki, Clement échoue au pied du podium.
En 2007, Kerron Clement remporte la médaille d'or du 400 m haies des Championnats du monde d'Osaka grâce à son temps de 47 s 61 (meilleure performance de l'année 2009), devançant notamment le tenant du titre Felix Sánchez et le Polonais Marek Plawgo. En 2008, aux Jeux olympiques de Pékin il se classe second, derrière Angelo Taylor et monte sur un podium 100 % américain.

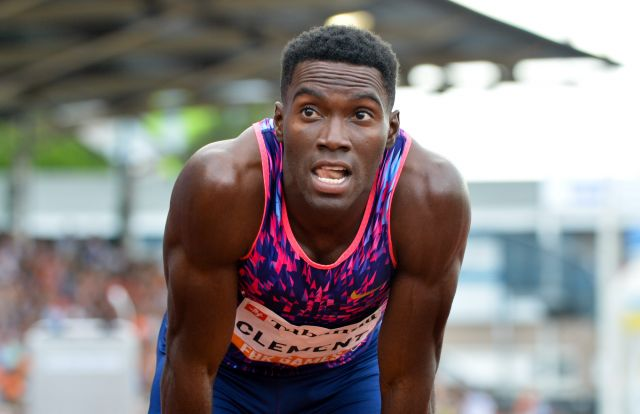
Kerron Clement en 2017.

Qualifié d'office pour les Mondiaux de Berlin sur 400 m haies en tant que tenant du titre, Kerron Clement s'aligne sur 400 m plat lors Championnats des États-Unis de Eugene, se classant troisième de la finale en 45 s 14, derrière LaShawn Merritt et Gil Roberts. Le 18 août 2009, l'Américain enlève le titre du 400 m haies des Championnats du monde de Berlin, son deuxième consécutif, établissant en 47 s 91 la meilleure performance mondiale de l'année. Il devance le Portoricain Javier Culson et son compatriote Bershawn Jackson. Le dernier jour des compétitions, Clement remporte, en tant que troisième relayeur, le titre mondial du relais 4 × 400 mètres aux côtés d'Angelo Taylor, Jeremy Wariner et LaShawn Merritt.
Lors des Mondiaux de Daegu, en 2011, il est éliminé en demi-finale du 400 m haies, échouant à la 8e place de sa course avec un temps de 52 s 11 à la suite d'une douleur à la cuisse.
Après avoir triomphé aux divers championnats du monde suivis de blessures, Kerron Clement entame sa saison 2016 en perdant du poids afin de retrouver son physique de 2007 : grâce à cela, il parvient à décrocher l'or olympique à l'occasion des Jeux olympiques de Rio en août 2016 en 47 s 73, son meilleur temps depuis ses 47 s 61 de 2007.
Le 9 août 2017, Kerron Clement décroche la médaille de bronze des Championnats du monde de Londres en 48 s 52, battu par le Norvégien Karsten Warholm (48 s 35) et le Turc Yasmani Copello (48 s 49).

## Hors-piste
Kerron Clement apparaît dans le clip Run the World (Girls) de la chanteuse Beyoncé, sorti en 2011.
Le 14 octobre 2019, il dévoile son homosexualité à l'occasion de la journée du coming-out.

## Palmarès
| Date | Compétition                    | Lieu             | Résultat | Discipline  | Temps         |
| ---- | ------------------------------ | ---------------- | -------- | ----------- | ------------- |
| 2004 | Championnats du monde juniors  | Grosseto         | 1er      | 400 m haies | 48 s 51       |
| 2006 | Coupe du monde des nations     | Athènes          | 1er      | 400 m haies | 48 s 12       |
| 2007 | Championnats du monde          | Osaka            | 1er      | 400 m haies | 47 s 61       |
| 2007 | Championnats du monde          | Osaka            | 1er      | 4 × 400 m   | 2 min 55 s 56 |
| 2007 | Finale mondiale                | Stuttgart        | 2e       | 400 m       | 48 s 35       |
| 2008 | Jeux olympiques                | Pékin            | 2e       | 400 m haies | 47 s 98       |
| 2008 | Jeux olympiques                | Pékin            | 1er      | 4 × 400 m   | 2 min 55 s 39 |
| 2008 | Finale mondiale                | Stuttgart        | 1er      | 400 m haies | 48 s 96       |
| 2009 | Championnats du monde          | Berlin           | 1er      | 400 m haies | 47 s 91       |
| 2009 | Championnats du monde          | Berlin           | 1er      | 4 × 400 m   | 2 min 57 s 86 |
| 2009 | Finale mondiale                | Thessalonique    | 1er      | 400 m haies | 48 s 11       |
| 2010 | Championnats du monde en salle | Doha             | 1er      | 4 × 400 m   | —             |
| 2012 | Jeux olympiques                | Londres          | 8e       | 400 m haies | 49 s 15       |
| 2013 | Championnats du monde          | Moscou           | 8e       | 400 m haies | 49 s 08       |
| 2015 | Jeux panaméricains             | Toronto          | 4e       | 400 m haies | 48 s 72       |
| 2015 | Jeux panaméricains             | Toronto          | 3e       | 4 x 400 m   | 3 min 00 s 21 |
| 2015 | Championnats du monde          | Pékin            | 4e       | 400 m haies | 48 s 18       |
| 2016 | Jeux olympiques                | Rio de Janeiro   | 1er      | 400 m haies | 47 s 73       |
| 2016 | Ligue de diamant               | Ligue de diamant | 1er      | 400 m haies | détails       |
| 2017 | Championnats du monde          | Londres          | 3e       | 400 m haies | 48 s 52       |
| 2017 | Ligue de diamant               | Ligue de diamant | 4e       | 400 m haies | 49 s 20       |

## Records
- Records personnels en salle
  - record du monde en salle du 400 mètres en 44 s 57 secondes le 12 mars 2005 (précédent record établi par l'Américain Michael Johnson le 4 mars 1995, en 44,63 s)
  - record du monde en salle du 4 × 400 m en 3 min 1 s 96 avec Wallace Spearmon, Darold Williamson et Jeremy Wariner établi le 11 février 2006, mais ce record ne fut pas homologué car un des 4 sprinteurs ne prit pas part au contrôle antidopage indispensable en cas de record du monde.

| Épreuve     | Épreuve     | Performance  | Lieu         | Date         |
| ----------- | ----------- | ------------ | ------------ | ------------ |
| 400 m       | Plein air   | 44 s 48      | Stockholm    | 7 août 2007  |
| 400 m       | Salle       | 44 s 57 (WR) | Fayetteville | 12 mars 2005 |
| 400 m haies | 400 m haies | 47 s 24      | Carson       | 26 juin 2005 |